# Akademie der Künste der DDR

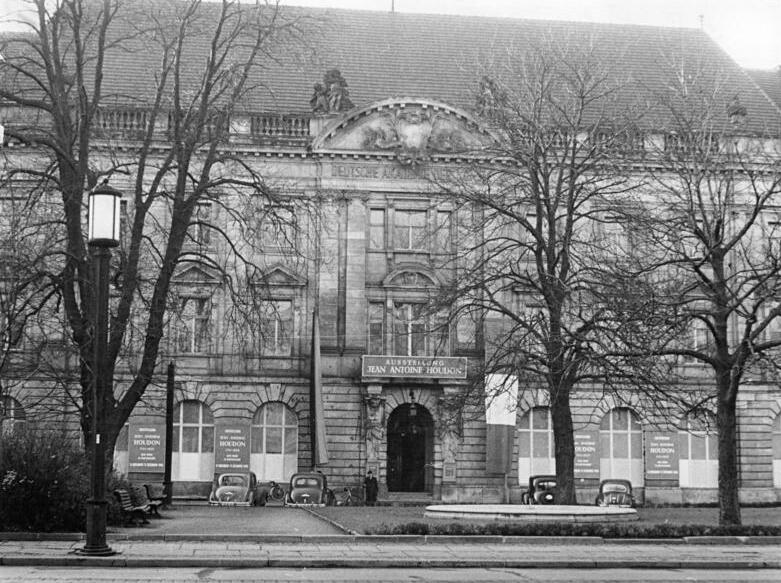
Deutsche Akademie der Künste, 1955

Die Akademie der Künste der DDR war die zentrale Kunstakademie der DDR. Sie bestand von 1950 bis 1993 unter verschiedenen Namen. Dann fusionierte sie mit der Akademie der Künste Berlin (West) zur Akademie der Künste von Berlin.

## Geschichte

### Deutsche Akademie der Künste

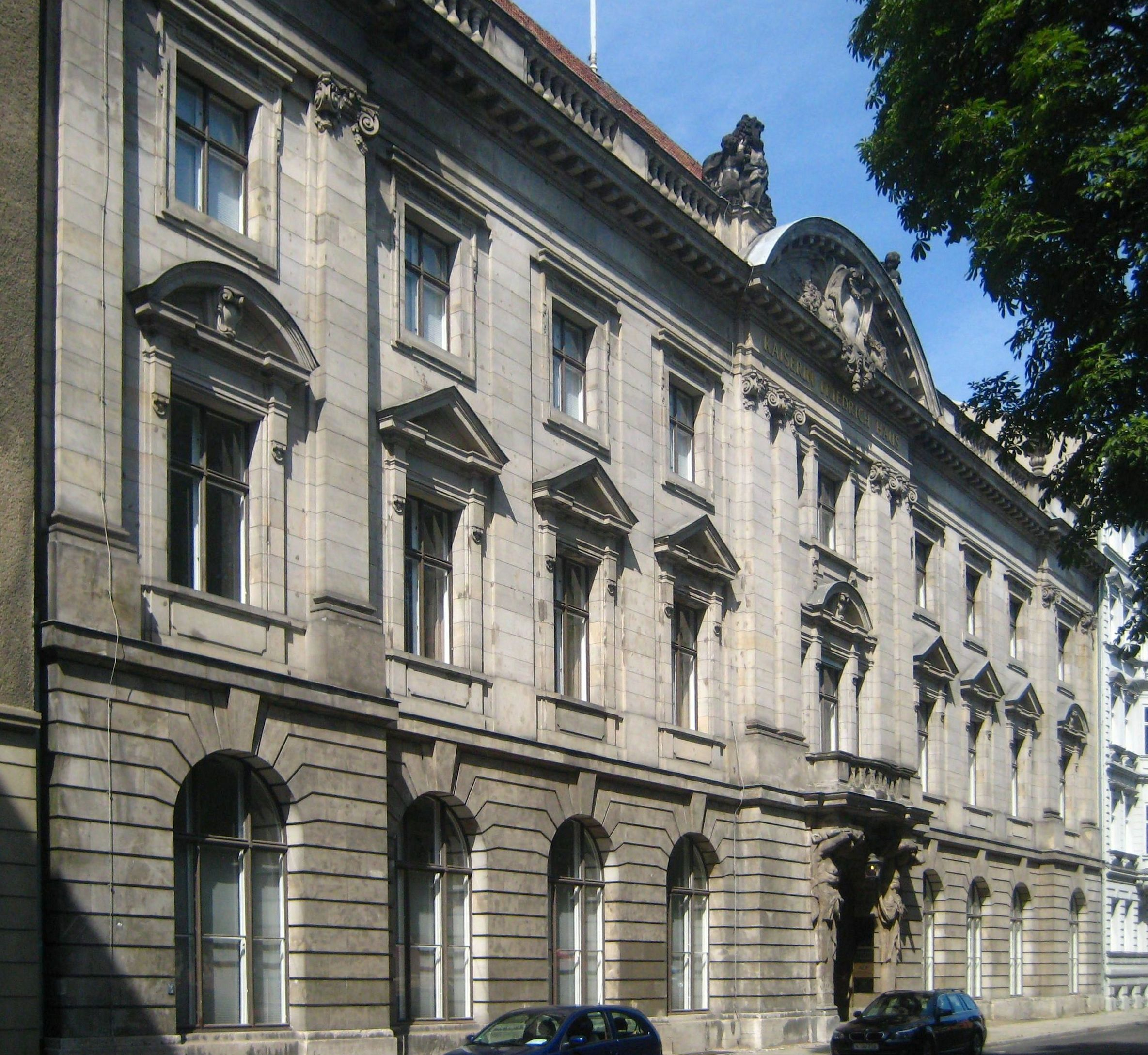
Kaiserin-Friedrich-Haus

Die Deutsche Akademie der Künste wurde am 24. März 1950 gegründet. Der Gründungsakt wurde durch den Ministerpräsidenten der DDR Otto Grotewohl vollzogen. Sie betrachtete sich als Rechtsnachfolgerin der Preußischen Akademie der Künste. Der vorläufige Standort war das Haus für ärztliche Fortbildung am Robert-Koch-Platz 7 in Berlin-Mitte.
Am alten Standort im Ernst-von-Ihne-Erweiterungsbau des Palais Arnim am Pariser Platz 4 vor dem Brandenburger Tor (an dem sich der Neubau der jetzigen Akademie der Künste befindet) waren ab 1952 Archiv-, Büro-, Magazin- und Veranstaltungsräume untergebracht.

### Akademie der Künste der DDR
Im April 1974 erhielt sie die Bezeichnung Akademie der Künste der Deutschen Demokratischen Republik (AdK). Die AdK „hilft mit der Entwicklung und Verbreitung einer parteilichen und volksverbundenen Kunst des sozialistischen Realismus, die zur Bildung sozialistischer Persönlichkeiten beiträgt, einer Kunst, die das geistige Leben des Volkes bereichert und als Bestandteil der kulturvollen Lebensweise im Sozialismus wirkt. Sie leistet einen wichtigen Beitrag zur Erforschung, Pflege, Erschließung und Verbreitung des kulturellen und künstlerischen Erbes.“ (Statut der AdK der DDR vom 26. Januar 1978)
1976 bezog sie das Langenbeck-Virchow-Haus in der Luisenstraße 58/59 nahe der Charité. Dieses war nach dem Umzug der Volkskammer der DDR in den Palast der Republik frei geworden.
1987 wurde nach über zehnjährigen Restaurierungsarbeiten wieder das Haus am Robert-Koch-Platz bezogen.

### Akademie der Künste zu Berlin
Ab 1990 trug sie den Namen Akademie der Künste zu Berlin.
Mit der Akademie der Künste Berlin (West) ging sie 1993 in die gemeinsame Akademie der Künste Berlin über.

## Archiv
Die Verwaltungsdokumente befinden sich heute größtenteils im Archiv der Akademie der Künste.

## Tätigkeiten

### Sektionen
Die Akademie war gegliedert in verschiedene Sektionen
- Literatur und Sprachpflege
- Bildende Kunst
- Musik
- Darstellende Kunst

### Aktivitäten
Zu den umfangreichen Tätigkeiten gehörten neben Ausstellungen, Konzerten, Lesungen, Tagungen, Symposien und Archivierung ebenso die Betreuung zahlreicher Künstler. Die Akademie betrieb u. a. eine Druckwerkstatt.

### Meisterklassen
Hoch angesehen waren Meisterklassen bei so prominenten Lehrern wie Hanns Eisler, Paul Dessau, Günter Kochan, Georg Katzer, und Dieter Zechlin (Musik), sowie
Fritz Cremer, Gustav Seitz und Werner Klemke (Bildende Kunst).

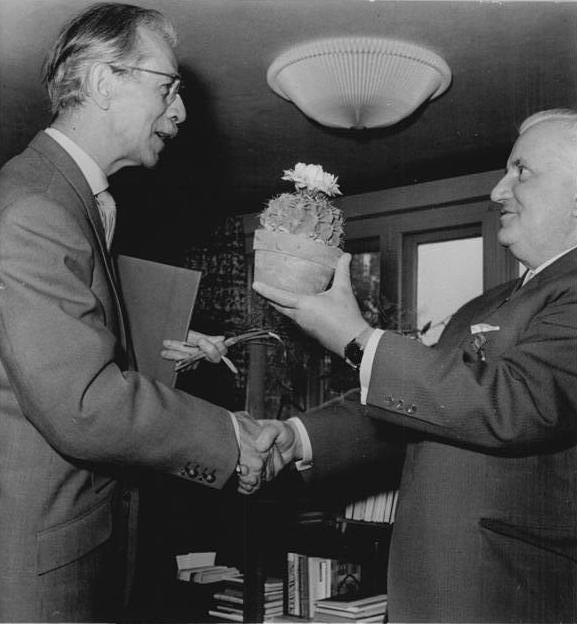
Otto Nagel gratuliert Willi Bredel zu dessen 60. Geburtstag im Namen der Akademie, 1961

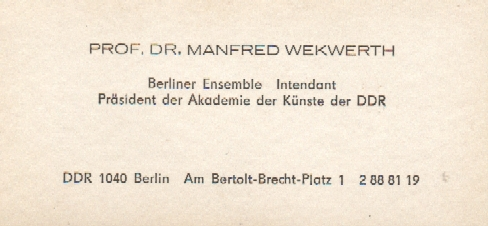
Visitenkarte Manfred Wekwerth

## Präsidenten
- Heinrich Mann, 1950 (nominell)[2]
- Arnold Zweig, 1950–1953
- Johannes R. Becher, 1953–1956
- Otto Nagel, 1956–1962
- Willi Bredel, 1962–1964
- Konrad Wolf, 1965–1982
- Manfred Wekwerth, 1982–1990
- Heiner Müller, 1990–1993

Vizepräsidenten waren u. a. Paul Dessau (1957–62), Ernst Herrmann Meyer (1965–69), Dieter Zechlin (1970–78), Fritz Cremer (1974–83), Wieland Förster (1979–90), Werner Stötzer (1990–93), Ruth Zechlin (1990–93)

## Mitglieder

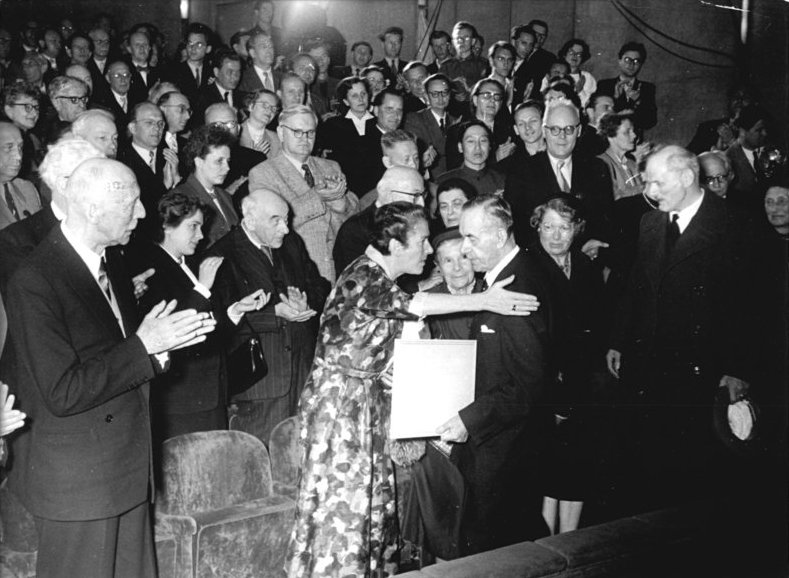
Thomas Mann wird von Tochter Erika während der Schiller-Ehrung in Weimar nach Ernennung zum Ehrenmitglied der Deutschen Akademie der Künste umarmt.
Links davon (2. und 3. v.l.): Hadwig und Victor Klemperer. (14. Mai 1955)

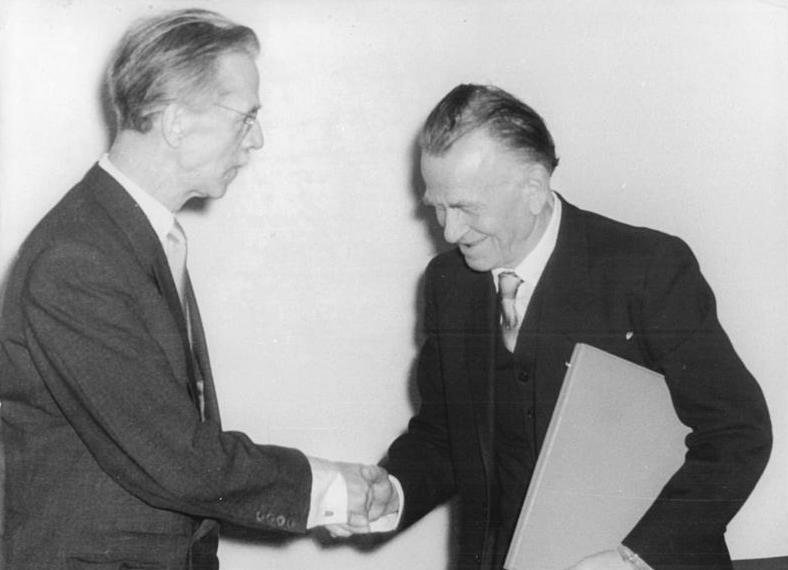
Otto Dix wird zum Korrespondierenden Mitglied ernannt (1957)

Die Mitgliedschaft in der Akademie war eine Auszeichnung, sie wurde verliehen für besondere künstlerische Leistungen.

Zu den Gründungsmitgliedern gehörten u. a. Johannes R. Becher, Bertolt Brecht, Hanns Eisler, Otto Nagel, Anna Seghers, Helene Weigel und Friedrich Wolf.

Weitere Ordentliche Mitglieder waren u. a. Fritz Cremer, und Paul Dessau.

Zum Ehrenmitglied wurde ernannt: Thomas Mann (1955)
Zu den Korrespondierenden Mitgliedern zählten u. a. Benjamin Britten, Charles Chaplin, Aram Chatschaturjan, Otto Dix, Hans Erni, Gabriel García Marquez, Pablo Neruda, Laurence Olivier und Pablo Picasso.
Weitere Mitglieder siehe die unvollständige Auflistung.

## Preise
Von der Akademie wurden verliehen:
- Max-Lingner-Preis
- Heinrich-Mann-Preis für Essayistik (seit 1953),
- Käthe-Kollwitz-Preis für Bildende Kunst (seit 1960),
- Lion-Feuchtwanger-Preis für historische Prosa (seit 1971),
- Alex-Wedding-Preis für Kinder- und Jugendliteratur (seit 1968),
- F.-C.-Weiskopf-Preis für besonders „sprachkritische und sprachakzentuierende“ Literatur (seit 1957),
- Will-Lammert-Preis für junge Bildhauer (seit 1962),
- Anna-Seghers-Preis für junge Autoren (seit 1986)
- Konrad-Wolf-Preis für darstellende Kunst (seit 1988)